# Rebecca Gisler
Rebecca Gisler (geboren 1991 in Zürich) ist eine Schweizer Autorin. Sie schreibt auf Französisch und Deutsch. 2022 erhielt sie den Schweizer Literaturpreis.

## Leben
Von 2011 bis 2014 studierte Gisler am Schweizerischen Literaturinstitut in Biel und absolvierte anschliessend den Master-Studiengang Création littéraire an der Universität Paris VIII. Sie arbeitet als Übersetzerin und freischaffende Autorin, schreibt Lyrik und Prosa und ist Mitorganisatorin der Reihe «Teppich» im Literaturhaus Zürich.

## D’oncle / Vom Onkel
Auch wenn sie in Zürich aufgewachsen ist, schreibt Gisler meist auf Französisch, in ihrer Muttersprache. So hat sie auch ihren Debütroman D’oncle zuerst auf Französisch verfasst. Noch während der Arbeit an der ersten Fassung übersetzte sie zuerst eine Passage und danach den ganzen Roman eigenhändig auf Deutsch. Die Übersetzungsarbeit sei ihr mitunter vorgekommen, als würde sie den Text ein zweites Mal schreiben, erzählt sie. Mit einem Auszug aus der deutschen Fassung gewann sie 2020 den Open Mike in Berlin, der Roman D’oncle wurde für mehrere Literaturpreise, u. a. für den Prix Les Inrockuptibles, nominiert und gewann 2022 einen der Schweizer Literaturpreise.
Im Roman geht es um einen Onkel, in dessen Haus in der Bretagne sich  Nichte und Neffe einquartieren. Der Roman ist aus der Perspektive der Schwester erzählt, sie beobachtet und umkreist den Onkel, beschreibt seinen Charakter und sein Tun und erkundet seine Eigenarten. Nach und nach zeichnet die Autorin ein Familienporträt von tiefer Menschlichkeit.
Rezensent Bucheli schrieb in der NZZ, dass in Gislers Debütroman die skurrilen Geschichten ein Trauma zu verstecken scheinen. «Nur allmählich begreift man, dass in der Munterkeit noch eine zweite Melodie mitschwingt, in Moll freilich, und dass in diesem Onkelhaus jedes Zimmer einen doppelten Boden hat.»
D’oncle wurde in den frankophonen Medien breit rezensiert, von Libération über Le Temps bis zu Le Monde Littéraire.

## Werke
- Vom Onkel. Atlantis Verlag, Zürich 2022, ISBN 978-3-7152-5003-8.
- D’oncle. Éditions Verdier, Lausanne 2021, ISBN 978-2-37856-113-0.

## Auszeichnungen
- 2022: Schweizer Literaturpreis für D’oncle
- 2020: Open Mike Literaturpreis